# A.J. Francis
Anthony Joseph Francis (nacido el 7 de mayo de 1990) es un luchador profesional estadounidense y exjugador de fútbol americano. Es conocido por haber trabajado para la empresa WWE, donde se presentó bajo el nombre de Top Dolla, siendo miembro del stable Hit Row.

## Carrera como luchador profesional
Francis firmó con WWE en enero de 2020. Francis hizo su debut televisivo de lucha libre el 4 de mayo de 2021, episodio de NXT, donde se alineó con Isaiah "Swerve" Scott ayudándolo a derrotar a Leon Ruff en una catarata. Count Anywhere match, estableciéndose como un talón en el proceso. La semana siguiente, Francis fue presentado como Top Dolla y formó un nuevo establo, Hit Row con Scott, Ashante "Thee" Adonis y B-Fab. Top Dolla luego haría su debut en el ring en el episodio del 18 de mayo de NXT, haciendo equipo con Adonis para derrotar Ariya Daivari y Tony Nese.
Como parte del Draft 2021, Dolla, junto con el resto de Hit Row, fueron reclutados para la marca SmackDown.
El 18 de noviembre de 2021, como parte de una ronda de despidos ejecutada por la WWE, fue despedido de la empresa, junto con otros luchadores y plantel administrativo, includos sus compañeros de Hit Row.
En el episodio del 12 de agosto de 2022 de SmackDown, Francis hizo su regreso no anunciado a la WWE bajo el nombre de Top Dolla, donde él y su compañero Ashante "Thee" Adonis derrotaron a dos competidores locales. Posteriormente, Dolla, Adonis y B-Fab procedieron a convivir con la fanaticada, reuniendo así a Hit Row.
En el SmackDown del 9 de diciembre, junto a Ashante "Thee" Adonis interfirieron en el combate entre Legado Del Fantasma (Cruz del Toro & Joaquin Wilde) contra The Viking Raiders (Erik e Ivar) atacando a ambos equipos, mientras que B-Fab atacó a Valhalla y a Zelina Vega, realizando una emboscada que dejó el combate sin resultado, la siguiente semana en SmackDown, junto a Ashante “Thee” Adonis derrotaron a Legado Del Fantasma (Cruz del Toro & Joaquin Wilde) y a The Viking Raiders (Erik e Ivar) en un Triple Threat Tag Team Match, ganando una oportunidad a los Campeonatos Indiscutidos en Parejas de la WWE, a la semana siguiente en el SmackDown emitido el 23 de diciembre, junto a Ashante “Thee” Adonis se enfrentaron a The Usos (Jey & Jimmy) por los Campeonatos Indiscutidos en Parejas de la WWE, sin embargo perdieron.
En el SmackDown WrestleMania Edition, participó en el André the Giant Memorial Battle Royal, sin embargo fue eliminado por Bobby Lashley. El 21 de septiembre de 2023, Francis fue liberado de su contrato por WWE.

### Regreso al Circuito independiente (2023-presente)
En diciembre de 2023, Game Changer Wrestling (GCW) anunció el regreso de Francis a la promoción en Look At Me el 26 de enero de 2024.
En el especial navideño de la GCW, Francis atacaría a Joey Janela . Esto daría lugar a un combate entre ambos en Look At Me, que ganó Janela.

### Total Nonstop Action Wrestling (2024-presente)
El 13 de enero de 2024, Francis apareció en Hard To Kill con su nombre real, atacando a Joe Hendry y marcando su debut para Total Nonstop Action (TNA) Wrestling

### National Wrestling Alliance (2024)
Hizo una aparición en los comentarios en NWA Hard Times 4.

## Vida personal
En abril de 2015, Francis se volvió viral por inscribirse para ser conductor de Uber fuera de temporada, mientras jugaba para los Miami Dolphins. 

## Otros medios
En abril de 2021, Francis comenzó a protagonizar la serie A&E's Most Wanted Treasures de la WWE como el experto histórico donde viaja con las leyendas de la WWE mientras buscan recuerdos perdidos de coleccionistas privados, museos y ocasionalmente otras leyendas de la WWE.

## Campeonatos y logros
- All Caribbean Wrestling
  - ACW Championship (1 vez)[19]
- Total Nonstop Action Wrestling
  - TNA Digital Media Championship (1 vez)[20]